# Taça do Mundo de Carros de Turismo da FIA

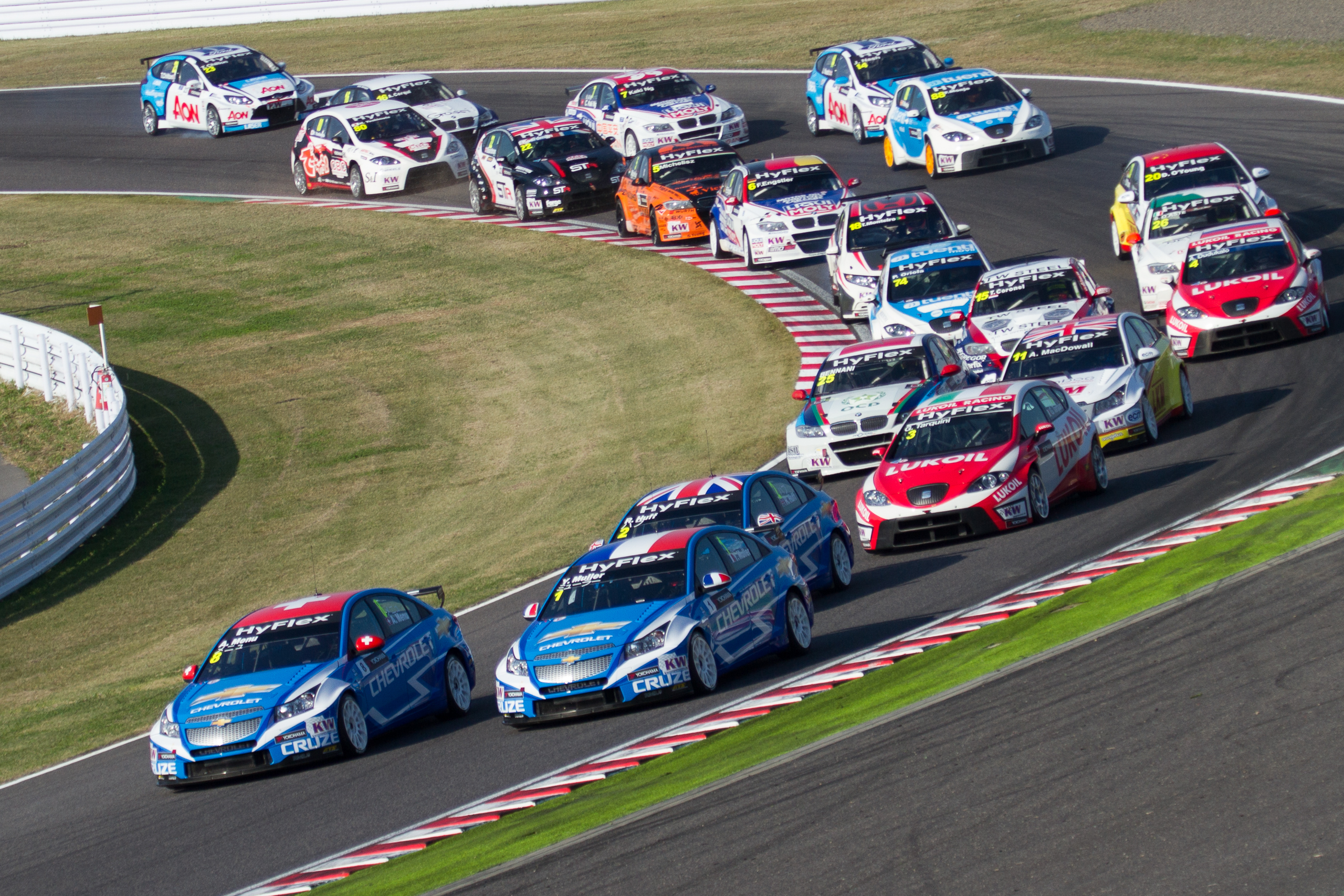
Corrida em Suzuka em 2012.

A Taça do Mundo de Carros de Turismo da FIA ou Copa do Mundo de Carros de Turismo da FIA (em inglês World Touring Car Cup, conhecida principalmente pela sigla WTCR) foi um campeonato internacional de carros de turismo promovido pela Eurosport e sancionada pela FIA.
Desde a primeira edição em 1987 até à última edição em 2022, adoptou vários formatos de prova e modelos automóveis. O último formato adoptado encontrava-se em vigor desde 2018, quando o então Campeonato do Mundo (WTCC) adoptou a regulamentação TCR (dando origem à sigla WTCR).

## História

### Primeiro Campeonato do Mundo - 1988
O primeiro Campeonato do Mundo, aberto aos carros do Grupo A, foi disputado em 1987 paralelamente ao Campeonato Europeu de Carros de Turismo (ETCC), disputado desde 1963. Nesta primeira edição, para além das etapas europeias, o calendário contemplava provas em Bathurst e Calder Park Raceway na Austrália, Wellington na Nova Zelândia e Monte Fuji no Japão. Esta primeira edição contava com o forte envolvimento de equipas europeias de fábrica da Ford, BMW, Maserati e Alfa Romeo (que viria a retirar-se depois das provas europeias), mas acabou envolto em polémica, devido a um alegado conluio entre as duas equipas mais fortes, BMW e Eggenberger Motorsport (em representação da Ford), para uma interpretação demasiado liberal das regras Grupo A. Quando o campeonato chegou à Austrália, as equipas locais apresentaram protesto o que levou à desqualificação do carros da equipa Eggenberger.
De forma provisória, o campeonato foi atribuído aos pilotos da equipa Eggenberger, Klaus Ludwig and Klaus Niedzwiedz. No entanto em Março de 1988, após a decisão sobre a desqualificação dos carros em Bathurst, Roberto Ravaglia num BMW M3 foi declarado campeão do mundo. O campeonato de equipas foi vencido pela Eggenberger. O WTCC durou apenas um ano e foi vítima de seu próprio sucesso - a FIA (e Bernie Ecclestone) temeu que seu sucesso tiraria dinheiro da Fórmula 1 e deixou de sancionar o campeonato.

### Taça do Mundo Carros de Turismo (1993–1995)
Em 1993 com a popularidade da categoria Superturismo, a FIA organizou o FIA World Touring Car Cup (Taça do Mundo FIA de carros de turismo) - um evento anual para pilotos de carros de turismo vindos de campeonatos nacionais ao redor do mundo. A corrida de 1993, disputada em Monza, foi vencida por Paul Radisich, com um Ford Mondeo sem que um título de fabricante fosse dado. A corrida foi disputada por mais dois anos, (vencida novamente por Radisich em 1994 em Donington Park novamente com um Ford Mondeo, sendo que o título de fabricantes foi dado à BMW; e em 1995 por Frank Biela em Paul Ricard com um Audi A4 Quattro e o título de fabricantes para a Audi).

### Campeonato do Mundo de Carros de Turismo (2005–2017)
Em 2001, o ETCC voltou com o apoio da FIA e, a pedido dos fabricantes, foi alterado para novamente para campeonato do mundo com o início da temporada 2005.
Disputado em grandes circuitos em todo o mundo, a série teve participações de fabricantes de automóveis como a BMW, Chevrolet, SEAT e Citroën. Foi disputada com carros baseados nas regras do Grupo N, modificados para as regras Super 2000.
Em 2014, foi desenvolvida a nova classe principal TC1 com motores limitados a 2000 cc mas com maior potência, e com maior apoio aerodinâmico. Os carros antigos com motores de 1600 cc foram renomeados de TC2, tendo sido abandonados em 2015. Além disso, muitas tecnologias disponíveis em automóveis de estrada estavam proibidas, incluindo o freio ABS e o controle de tração.
No entanto esta nova classe tornou-se demasiado cara, e conjuntamente com o domínio da Citroën (que investiu forte no campeonato) levou a um gradual afastamento de marcas e equipas da competição, assistindo-se a corridas com grelhas bastante reduzidas. Em 2017, a Citroën retirou-se após um domínio de 3 anos (para de dedicar ao WRC), deixando apenas duas marcas em competição: Volvo e Honda. Quando esta no final de 2017 anunciou a sua intenção de se retirar (dado que o modelo que servia de base ao carro de competição, iria deixar de ser comercializado) isso deixou um enorme problema para a FIA.

### Taça do Mundo de Carros de Turismo (2018–2022)
Em dezembro de 2017 a FIA anunciou que a edição seguinte do WTCC iria utilizar a regulamentação técnica TCR, uma série de custos controlados mais baixa, com ampla difusão mundial, sendo usada em diversos campeonatos nacionais e na TCR International Series criada por Marcello Lotti (que esteve na génese do WTCC em 2005). Na prática assistiu-se a uma fusão do WTCC com a TCR International Series, surgindo o WTCR, uma taça do mundo com títulos de pilotos e de equipas, mas não de construtores.
Foi introduzido um novo formato, com uma sessão de qualificação e uma corrida no primeiro dia e uma sessão de qualificação de três fases no segundo dia e duas corridas, sendo que a primeira teve os 10 primeiros da grelha invertidos.
Em outubro de 2022, foi relatado que a série seria encerrada no seu formato atual após a temporada de 2022, com qualquer mudança futura na série sendo avaliada e anunciada em uma data posterior.

### TCR World Tour
Após várias dificuldades relacionadas ao formato WTCR, o WTCR foi revisto para o formato do TCR World Tour a partir da temporada de 2023. O calendário do TCR World Tour consistirá em corridas escolhidas em várias séries regionais e nacionais do TCR em todo o mundo, ao contrário do formato WTCR, que foi baseado num calendário de temporada principalmente independente de outras séries do TCR.

## Campeões

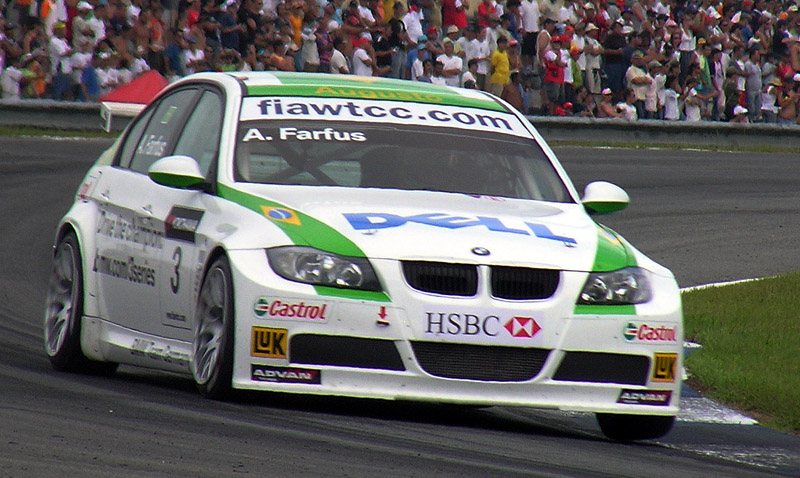
Augusto Farfus em Curitiba com um BMW 320si

| Ano                                                    | Mundial de pilotos                       | Mundial de pilotos                       | Mundial de pilotos                       | Mundial de construtores                  | Mundial de construtores                    |
| Ano                                                    | Piloto                                   | Equipa                                   | Carro                                    | Fabricante                               | Carro                                      |
| Campeonato do Mundo de Carros de Turismo               | Campeonato do Mundo de Carros de Turismo | Campeonato do Mundo de Carros de Turismo | Campeonato do Mundo de Carros de Turismo | Campeonato do Mundo de Carros de Turismo | Campeonato do Mundo de Carros de Turismo   |
| ------------------------------------------------------ | ---------------------------------------- | ---------------------------------------- | ---------------------------------------- | ---------------------------------------- | ------------------------------------------ |
| 1987                                                   | Roberto Ravaglia                         | Schnitzer Motorsport                     | BMW M3                                   | Eggenberger Texaco Ford #7               | Ford Sierra RS Cosworth Ford Sierra RS 500 |
| Taça do Mundo de Carros de Turismo da FIA              |                                          |                                          |                                          |                                          |                                            |
| 1993                                                   | Paul Radisich                            | Ford Team Mondeo                         | Ford Mondeo                              | Não atribuído                            | Não atribuído                              |
| 1994                                                   | Paul Radisich                            | Ford Team Mondeo                         | Ford Mondeo                              | BMW                                      | BMW 318i                                   |
| 1995                                                   | Frank Biela                              | Racing Organisation Course               | Audi A4 quattro                          | Audi                                     | Audi A4 quattro                            |
| Campeonato do Mundo de Carros de Turismo da FIA (WTCC) |                                          |                                          |                                          |                                          |                                            |
| 2005                                                   | Andy Priaulx                             | BMW Team UK                              | BMW 320i                                 | BMW                                      | BMW 320i                                   |
| 2006                                                   | Andy Priaulx                             | BMW Team UK                              | BMW 320si                                | BMW                                      | BMW 320si                                  |
| 2007                                                   | Andy Priaulx                             | BMW Team UK                              | BMW 320si                                | BMW                                      | BMW 320si                                  |
| 2008                                                   | Yvan Muller                              | SEAT Sport                               | SEAT León TDI                            | SEAT                                     | SEAT León TDI                              |
| 2009                                                   | Gabriele Tarquini                        | SEAT                                     | SEAT León TDI                            | SEAT                                     | SEAT León TDI                              |
| 2010                                                   | Yvan Muller                              | Chevrolet RML                            | Chevrolet Cruze LT                       | Chevrolet RML                            | Chevrolet Cruze LT                         |
| 2011                                                   | Yvan Muller                              | Chevrolet RML                            | Chevrolet Cruze LT                       | Chevrolet RML                            | Chevrolet Cruze LT                         |
| 2012                                                   | Robert Huff                              | Chevrolet RML                            | Chevrolet Cruze LT                       | Chevrolet RML                            | Chevrolet Cruze LT                         |
| 2013                                                   | Yvan Muller                              | Chevrolet RML                            | Chevrolet Cruze LT                       | Honda                                    | Honda Civic WTCC                           |
| 2014                                                   | José María López                         | Citroën                                  | Citroën C-Elysée WTCC                    | Citroën                                  | Citroën C-Elysée WTCC                      |
| 2015                                                   | José María López                         | Citroën                                  | Citroën C-Elysée WTCC                    | Citroën                                  | Citroën C-Elysée WTCC                      |
| 2016                                                   | José María López                         | Citroën                                  | Citroën C-Elysée WTCC                    | Citroën                                  | Citroën C-Elysée WTCC                      |
| 2017                                                   | Thed Björk                               | Polestar Cyan Racing                     | Volvo S60 Polestar TC1                   | Volvo                                    | Volvo S60 Polestar TC1                     |
| Taça do Mundo de Carros de Turismo da FIA (WTCR)       |                                          |                                          |                                          |                                          |                                            |
| 2018                                                   | Gabriele Tarquini                        | BRC Racing Team                          | Hyundai i30 N TCR                        | M Racing-YMR                             | Hyundai i30 N TCR                          |
| 2019                                                   | Norbert Michelisz                        | BRC Hyundai N Squadra Corse              | Hyundai i30 N TCR                        | Cyan Racing Lynk & Co                    | Lynk & Co 03 TCR                           |
| 2020                                                   | Yann Ehrlacher                           | Cyan Racing Lynk & Co                    | Lynk & Co 03 TCR                         | Cyan Racing Lynk & Co                    | Lynk & Co 03 TCR                           |
| 2021                                                   | Yann Ehrlacher                           | Cyan Racing Lynk & Co                    | Lynk & Co 03 TCR                         | Cyan Racing Lynk & Co                    | Lynk & Co 03 TCR                           |
| 2022                                                   | Mikel Azcona                             | BRC Racing Team                          | Hyundai Elantra N TCR                    | BRC Racing Team                          | Hyundai Elantra N TCR                      |

### Títulos por piloto
| Rank | Piloto            | Campeonatos | Épocas                 |
| ---- | ----------------- | ----------- | ---------------------- |
| 1    | Yvan Muller       | 4           | 2008, 2010, 2011, 2013 |
| 2    | Andy Priaulx      | 3           | 2005, 2006, 2007       |
| 2    | José María López  | 3           | 2014, 2015, 2016       |
| 4    | Paul Radisich     | 2           | 1993, 1994             |
| 4    | Gabriele Tarquini | 2           | 2009, 2018             |
| 4    | Yann Ehrlacher    | 2           | 2020, 2021             |
| 8    | Roberto Ravaglia  | 1           | 1987                   |
| 8    | Frank Biela       | 1           | 1995                   |
| 8    | Robert Huff       | 1           | 2012                   |
| 8    | Thed Björk        | 1           | 2017                   |
| 8    | Norbert Michelisz | 1           | 2019                   |
| 8    | Mikel Azcona      | 1           | 2022                   |

| Rank | Construtor | Campeonatos | Épocas                 |
| ---- | ---------- | ----------- | ---------------------- |
| 1    | BMW        | 4           | 1994, 2005, 2006, 2007 |
| 2    | Chevrolet  | 3           | 2010, 2011, 2012       |
| 2    | Citroën    | 3           | 2014, 2015, 2016       |
| 2    | Lynk & Co  | 3           | 2019, 2020, 2021       |
| 5    | SEAT       | 2           | 2008, 2009             |
| 5    | Hyundai    | 2           | 2018, 2022             |
| 7    | Ford       | 1           | 1987                   |
| 7    | Audi       | 1           | 1995                   |
| 7    | Honda      | 1           | 2013                   |
| 7    | Volvo      | 1           | 2017                   |

### Troféu de Independentes
| Ano  | Piloto            | Equipa                   | Carro                 |
| ---- | ----------------- | ------------------------ | --------------------- |
| 2017 | Tom Chilton       | Sébastien Loeb Racing    | Citroën C-Elysée WTCC |
| 2016 | Mehdi Bennani     | Sébastien Loeb Racing    | Citroën C-Elysée WTCC |
| 2015 | Norbert Michelisz | Zengő Motorsport         | Honda Civic WTCC      |
| 2014 | Franz Engstler    | Liqui Moly Team Engstler | BMW 320 TC            |
| 2013 | James Nash        | bamboo-engineering       | Chevrolet Cruze 1.6T  |
| 2012 | Norbert Michelisz | Zengő Motorsport         | BMW 320 TC            |
| 2011 | Kristian Poulsen  | Liqui Moly Team Engstler | BMW 320 TC            |
| 2010 | Sergio Hernández  | Proteam Motorsport       | BMW 320si             |
| 2009 | Tom Coronel       | SUNRED Engineering       | SEAT León 2.0 TFSI    |
| 2008 | Sergio Hernández  | Proteam Motorsport       | BMW 320si             |
| 2007 | Stefano D'Aste    | Wiechers-Sport           | BMW 320si             |
| 2006 | Tom Coronel       | GR Asia                  | SEAT León             |
| 2005 | Marc Hennerici    | Wiechers-Sport           | BMW 320i              |